# Pristava (Tuhelj)
 Pristava  falu Horvátországban Krapina-Zagorje megyében. Közigazgatásilag Tuheljhez tartozik.

## Fekvése
Zágrábtól 38 km-re északnyugatra, községközpontjától  1 km-re nyugatra a Horvát Zagorje északnyugati részén fekszik.

## Története
A településnek 1857-ben 436, 1910-ben 589 lakosa volt. Trianonig Varasd vármegye Klanjeci járásához tartozott. A településnek 2001-ben 243 lakosa volt.

## Külső hivatkozások
Tuhelj község hivatalos oldala